# セミラミス

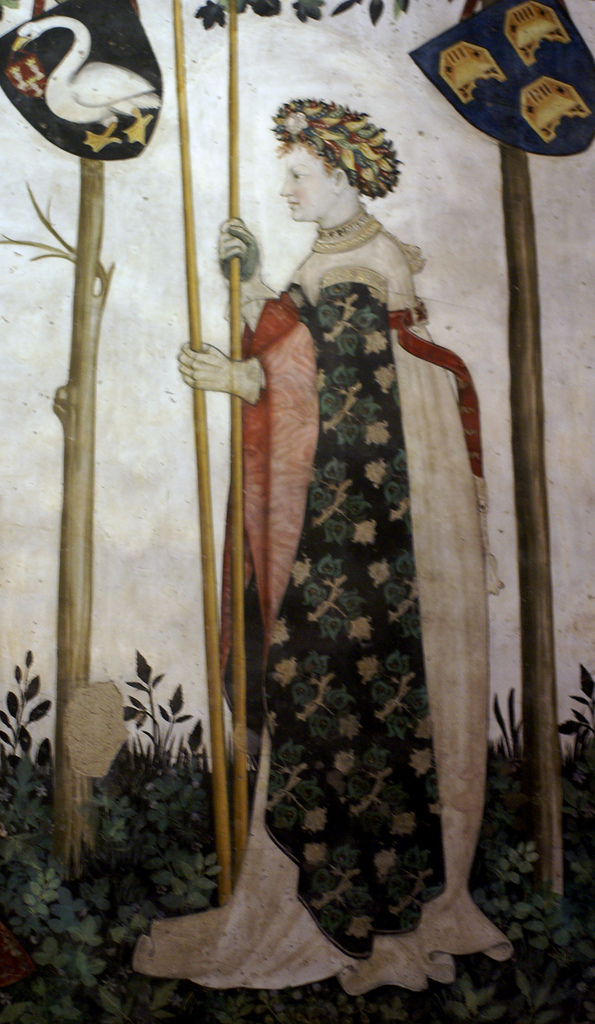
『九人の英雄と九人の女傑』（壁画のセミラミスの箇所を拡大）、イタリアのサルッツォのマンタ城サーラ・バロナーレ所蔵

セミラミス（Semiramis、アラム語: Shamiramシャミーラム）は、紀元前800年頃のアッシリアの伝説上の女王。モデルは紀元前9世紀アッシリアの王シャムシ・アダド5世の王妃でその子アダド・ニラリ3世の摂政を務めたサンムラマートで、ギリシャに渡ってセミラミスとなった。

## 概要

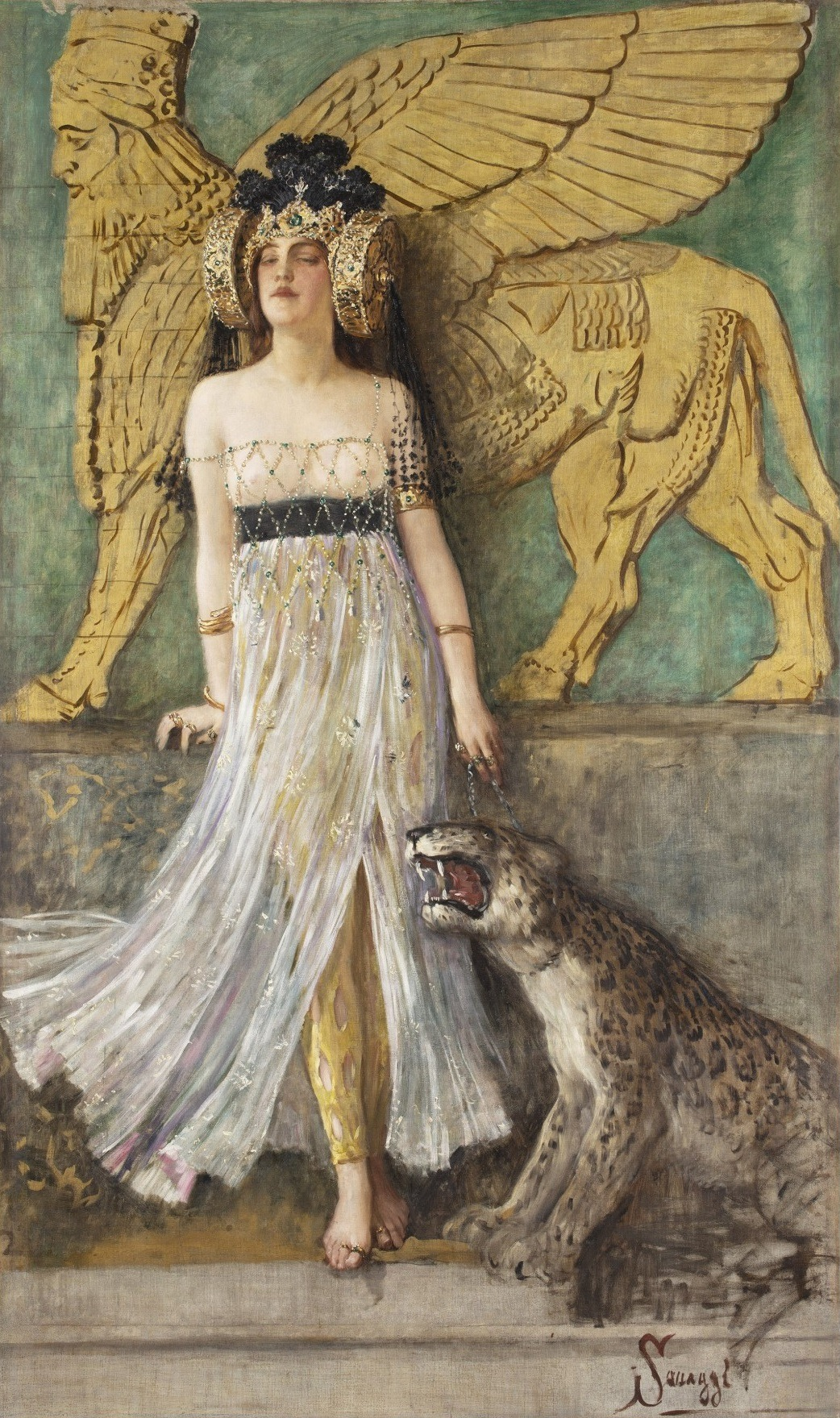
セミラーミデ女王1905年、画家チェーザレ・サッカージの作品

伝説によれば、美貌と英知を兼ね備えていたとも、贅沢好きで好色でかつ残虐非道であったとも伝えられる。
世界の七不思議の一つ「バビロンの空中庭園」を造らせたといわれる。シリアの魚の女神アシュケロンのデルケトー（別名アタルタギス）と、とあるシリア人との間にできた娘であるとされ（デルケトーと交わったのは河の神カユストロスという説もある）、幼くして捨てられ、鳩によって育てられた。「セミラミス」はアッシリア語で「鳩」を意味する。
成長した後、ニネヴェの都を築いたアッシリア王ニヌスに寵愛され、息子ニニュアス（Ninyas）を産んだ。また「ニヌス王はセミラミスに毒殺された」という伝説が残っており、これは伝説に残っている最古の毒殺事件といわれている。こうしたセミラミスにまつわる伝説は、ヨーロッパでは演劇やオペラの題材として好んで取り上げられることになる。
しかし最後はニニュアスによって謀殺されたとも、神託により息子の謀反を知って彼に王位を譲り、鳩となって昇天したとも伝えられる。62歳没、在位は42年間に及んだという。15世紀初頭のサルッツォ侯爵トンマーゾ3世による著作『遍歴の騎士』では「九人の女傑」の一人に数えられる。

## 『歴史叢書』の記述
セミラミスの伝説について、シケリアのディオドロスが著した『歴史叢書』にまとまった記述が残っている。

### 出生から女王になるまで

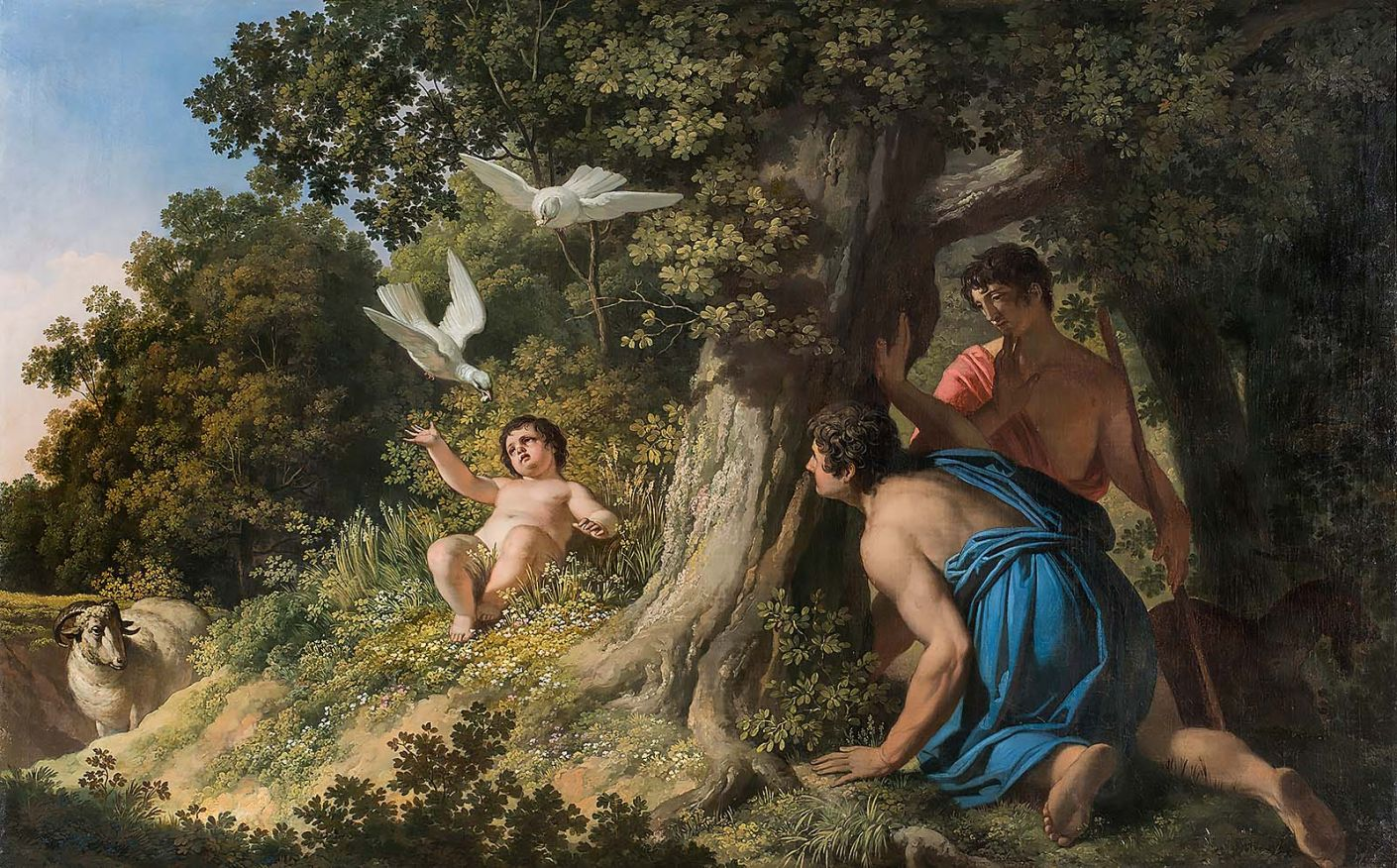
『Semiramido hranijo golobi』、スロベニアの画家フランツ・カーシグによる1810年の作

彼女の母デルケトーは、あるときアフロディーテの怒りを買ったため女神の若い信者に情愛を抱く呪いを掛けられる。若い信者と関係を持ったことを恥じたデルケトーはその信者を殺し、シリアで生んだ赤子を岩砂漠に放置してアシュケロン(都市)の近くの湖に身を投げたのだった(この後、デルケトーは人面魚の女神となりシリアで崇拝される)。
岩砂漠に捨てられた赤子は、多くの鳩が体を温めたり、ミルクやチーズを運んできたりしたため生きながらえることが出来た。ある日、人々はチーズがあまりに齧り取られていることを不審に思って、周囲を探したところ美しい赤子を発見した。彼女は王室の羊飼いのシンマスに引き渡され、シンマスには子がいなかったので彼女を娘のように世話して「セミラミス(シリア語で鳩の意)」という名を与えた。彼女が成長した頃、アッシリア王室の裁判所から来たシリア総督のオンネスの目に留まり、彼と結婚する。二人は首都ニヌス(ニネヴェ)で暮らし、ヒュアパテス(Hyapates)とヒュダスペス(Hydaspes)の二児が生まれた。オンネスはセミラミスの美貌と才能の虜となり、彼女の助言の通りに行動したので物事が全て上手くいった。
その頃、アッシリアの伝説的な王ニヌスは彼の名を冠した都市を作り終えたので、バクトリア国(現イラン北東部などを含む地域の古名)に再び侵攻した。バクトリアの首都のバクトラの包囲が長引くと、オンネスは妻が恋しくなり彼女を陣営に呼び寄せた。彼女は後々のことを考えて男女の判別が出来ないような形状で、熱を遮り肌の色を隠せるような服を作り、旅に出発した。この時考案した服は利便性に優れていたため、後のメディア王国やペルシア人の間でよく使用された。セミラミスがバクトリアに到着し包囲陣を眺めると、平地や簡単に攻められる拠点に攻撃が集中し、一方で高所にある堅固な砦には誰も攻撃していないのが見て取れた。そこで岩場を登ることに慣れた兵士を連れて渓谷を通り抜け、砦の一部を奪うと平地にいるアッシリア軍に合図を送った。すると守備兵たちは高所を抑えられた恐怖から砦から逃げ去っていった。彼女の活躍に驚いた王は名誉ある贈り物をした。その後、彼女の美しさに魅了された王は、オンネスに自分の娘ソサネス(Sosanê)を妻に与えるので、代わりにセミラミスを渡すように要求した。ニヌス王から同意せねば目玉を抉ると脅されたオンネスは、その恐怖と妻との愛で板挟みになり、狂気に陥って首を吊って自害してしまった。ニヌス王はバクトリアでの戦後処理を終えると、セミラミスとの間に息子のニニュアス(Ninyas)を得た後に死去し、セミラミスを女王として残した。彼女は王を宮殿の敷地内に葬り、そこに高さ9スタディオン(1.6km)、広さ10スタディオン(1.8km)の墳丘を築いた。

### 女王の統治と建築

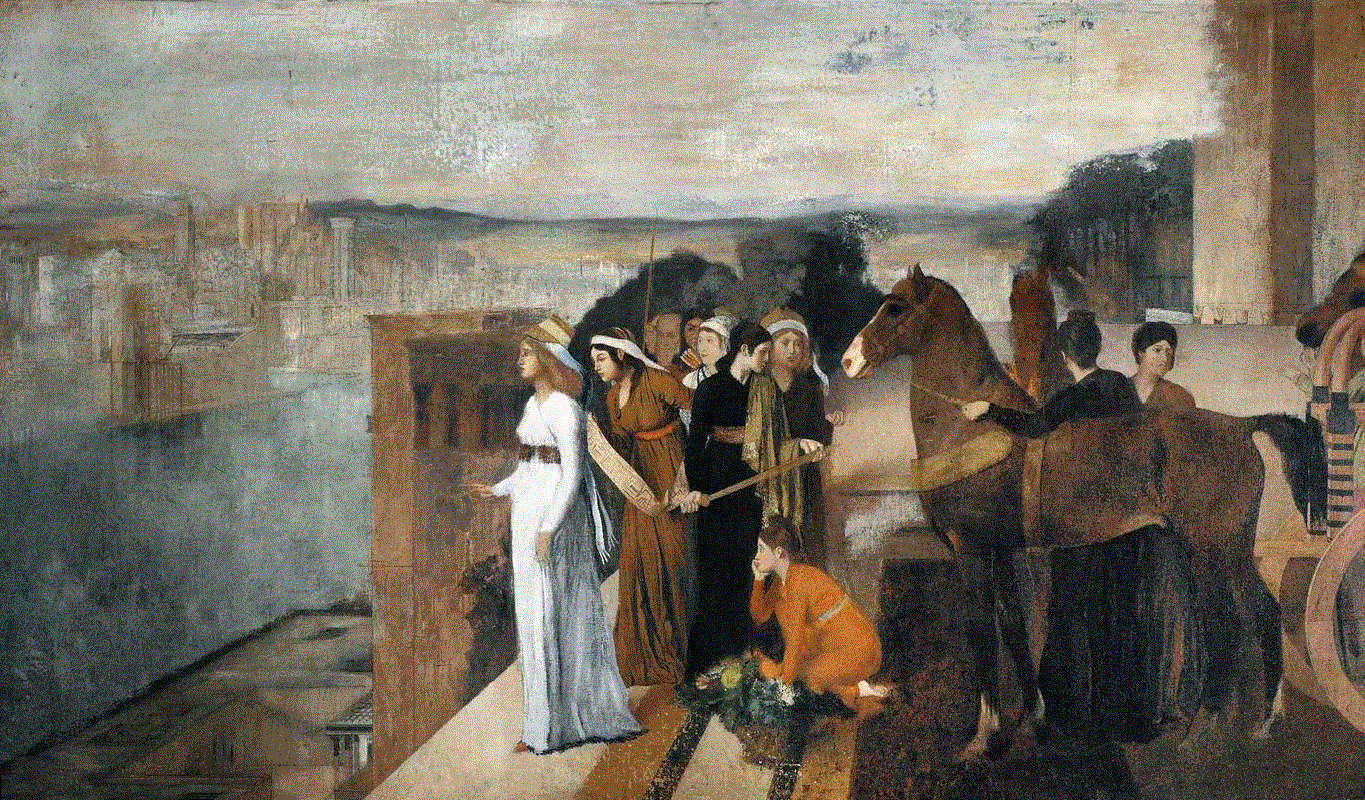
『バビロンを建設するセミラミス』(Sémiramis construisant Babylone)、フランスの画家エドガー・ドガによる1861年の作

女王となったセミラミスはニヌス王の業績を超えるという野心を抱き、バビロニアに都市を建築することを決意して世界中から熟達した職人と200万人の男性を集めた。そうしてユーフラテス川を中心にバビロニアの各都市の周りに長大な城壁や塔、橋、宮殿や寺院を建設した。都市の中央はユーフラテス川に両断されており、西の王宮は三重の内壁に様々な動物やニヌス王とセミラミスが狩りを行う様子の浮彫が作られた。東の王宮にはニヌス、セミラミス、廷臣のほか現地でベロスと呼ばれるゼウスのブロンズ像が立ち並んだ。東の王宮と西の王宮の間は、ユーフラテス川をくぐるバビロンの川底トンネルで結ばれた。また、ユーフラテス川とティグリス川に沿って都市を造り商人たちのための取引所を設立した。さらにアルメニアの山々から巨石を切り出しバビロニアにオベリスクを建てた。これは『歴史叢書』の中で世界の七不思議の一つに数えられている。
セミラミスは諸々の建築が終わるとメディア方面に出兵し、いくつかの公園や碑文を作らせた。シャオン( Chauon)市には長く滞在し、従軍した者の中から見目麗しい兵士を選んで交わり、後にその者らを殺したのだった。その後、エクバタナ(現イラン西部の都市)へ向いザグロス山脈に到着すると、崖を切り崩し谷を埋めて通りやすい道路を敷き、都市に到着すると宮殿を立て治水工事を行った。そうしてペルシアとアジアの全領地を訪れては都市を築いたり、道路を整備したりした。また彼女は野営する際に、自身の宿営地に小高い丘を築かせるのか習慣で、それにより野営地全体を見渡したのだった。こうした結果、アジア全体に彼女の建築物が今日まで残り、それらは「セミラミスの作品」と呼ばれている。その後、エジプト方面を訪れリビアの大半を征服したあと、エジプトのシワ・オアシスにあるゼウス・アモン神殿で自身の最後について神託を求めた。それによると「セミラミスは男達の中から消え、アジアで不滅の栄典を得る。そして息子のニニュアスが彼女に陰謀を企てるときが最期となる」というものだった。エチオピアに向い諸々の仕事が終わるとバクトラに帰還した。

### インド遠征

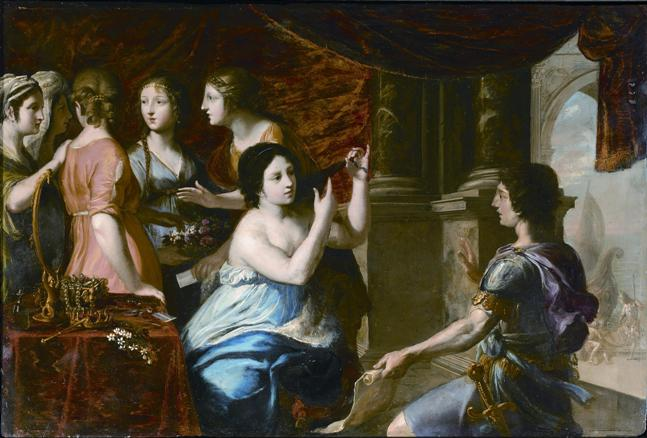
『Sémiramis appelée au combat』、フランスの画家ジャック・ステラによる1637年の作。バビロンの反乱の報を聞いた場面を描いている

しばし平和が続いたことからセミラミスは戦争による領土拡大の野心を持つようになり、世界最大の国と噂のインドへの遠征を計画した。当時のインド王・スタブロベテス(Stabrobates)は彼の意のままに扱える無数の兵士と多くの象、そしてそれらを飾る素晴らしい武具を備えていた。セミラミスはインドの強大な国力を知ると、3年をかけて領土の国家に装備の充実と造船を命じた。また象に対抗し敵兵の恐怖を煽るために、極秘裏に牛の皮を縫い合わせ藁をつめた巨大な人形を作らせた。それは中に人と駱駝が入り、駱駝の力で動いたので遠目からは巨大な獣のように見せることが出来た。そうして準備が整うとバクトリアに300万の兵士と20万の騎兵、10万の戦車を集め出陣した。スタブロベテス王の方でもアッシリア方の戦争準備を聞きつけると船や象、武器の量を増やして対抗し、準備が整うと進軍中のセミラミスに使者を送り、手紙の中で彼女を攻撃者と批難し、また娼婦と罵倒して、勝利の暁には神の立会いのもと磔にすると脅した。セミラミスは手紙を読むと笑いながら「インド人は私の勇気を試すことになる」と言って取り合わなかった。遠征軍がインダス川に到着すると激しい戦闘が始まり、最終的にアッシリアが勝利を収めて、約千の小船を破壊し、多くの都市を落として10万の捕虜を獲得した。スタブロベテス王は怯えて撤退するように見せかけると、セミラミスは橋に6万を残して偽の巨象を露払いに進軍した。しかし、当初は巨象の存在に悩んだインド側も、アッシリア軍からの脱走兵の情報で巨象の偽装を知ると隊列を整え迎撃の構えを取った。スタブロベテス王は主軍の前方に騎兵と戦車を展開したが、偽の巨象が盾になり、またインドの軍馬が巨象の中にいる駱駝の匂いに怯えたため戦線が乱れ、アッシリア軍が優位に立った。そこでインド王は象を前方にして精鋭歩兵を進ませて自ら前線に立って戦ったため、象兵の猛攻によりアッシリア軍はさんざんに打ち破られた。スタブロベテス王は敵軍が総崩れになるのを見ると、セミラミスの腕に矢を命中させ槍を背中に当てたが、かすり傷だったことと象兵の足の遅さから取り逃がしてしまった。一方、アッシリア軍は船橋に殺到したため大きな混乱が起こり川に落ちる者が多く出たが、セミラミスは兵の大半が渡り終えるのを見ると船橋の留め具を破壊して追撃をかわした。その時、スタブロベテス王が「渡河を禁ずる」という天啓を得て軍を留めたため、セミラミスは捕虜を交換してバクトラに帰還した。この戦いにより彼女は兵士の3分の2を失ってしまった。
しばらくして、息子のニニュアスが宦官を使って陰謀を企てる事件が起こった。セミラミスはアモン神殿での神託を思い出したが、息子を処罰せず、逆に国家に対して彼に従うように命ずると直ぐに姿を消した。『歴史叢書』では、「彼女は鳩に姿を変えて飛び立ったと信じられ、こうしたことがアッシリアで鳩を神と崇めセミラミスを信仰する由来となった」と主張する者がいると紹介する。セミラミスは42年の間、女王として君臨し62歳で亡くなった。

### その他の異説
以上の伝承はクニドスのクテシアスによるものだが、アテナイオスや何人かの歴史家は異なる伝承を伝える。
セミラミスは優雅な娼婦であり、その美しさからアッシリアの王に愛された。当初、彼女は宮殿に入れられただけだったが、その後正式な妻と宣言されたとき、自らに5日の間王権を与えるよう説得した。そうして最初の日、セミラミスは笏と王の衣服を受け取ると祭りを開き、軍の指揮官や王宮の高官を説得し、次の日には夫を捕らえて牢に入れてしまった。彼女は大きな野心と大胆さを備えていたので老齢まで女王として君臨し、多くの偉大な業績をなしたのだった。

## その他の古代の記述
ヘロドトスの『歴史』第一巻

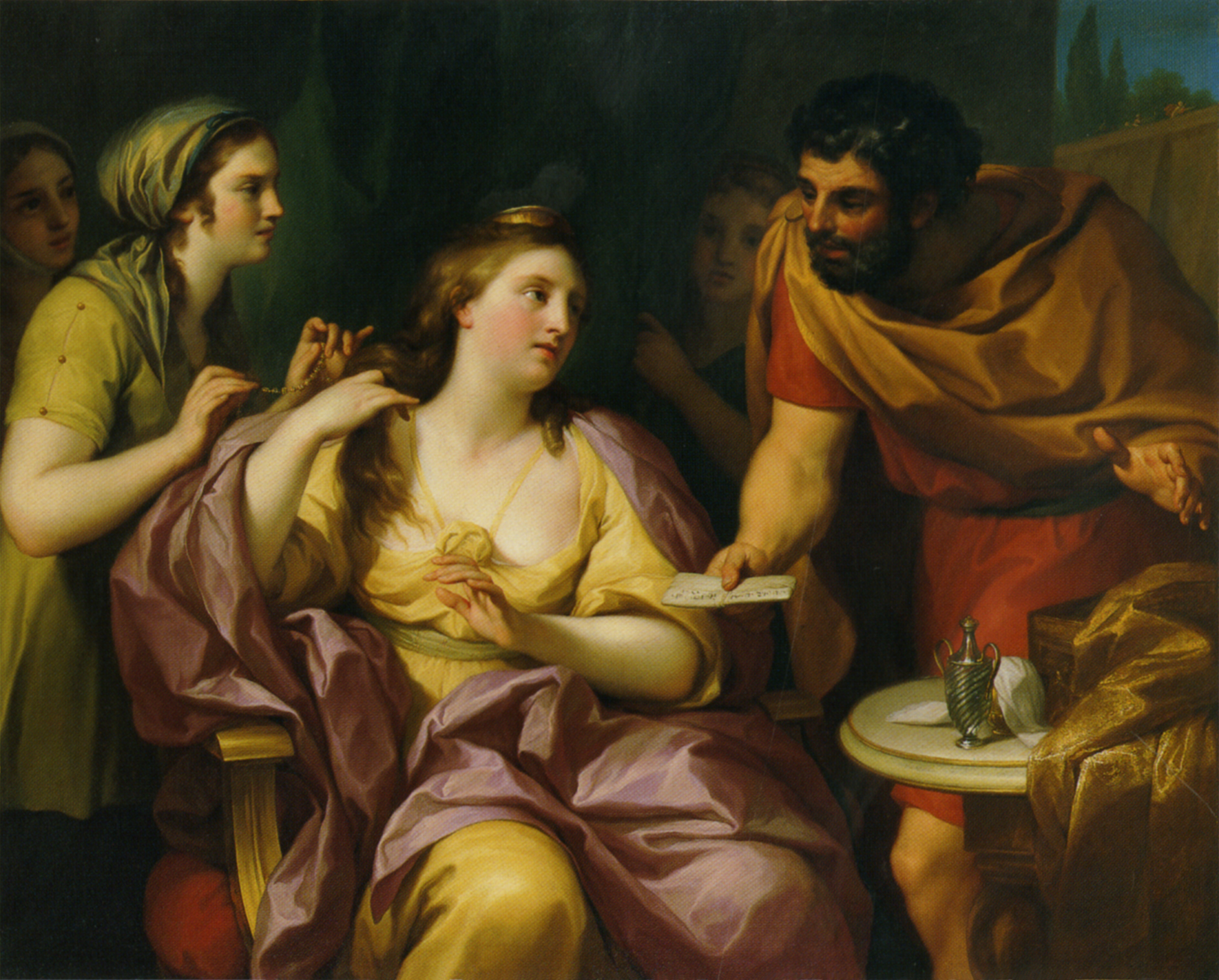
『バビロンでの反乱の知らせを受け取ったセミラミス』（Semiramis erhält die Nachricht vom Babylonischen Aufstand）、ドイツの画家アントン・ラファエル・メングスによる1756年の作

バビロンを支配した女性はセミラミスとニトクリスの二人がおり、前者は後者より5世代前にあたる。セミラミスは平野全体に浸水する川に対して堤防を築きあげた、といった記述が残る。また、バビロンには彼女の名を冠した門が存在したが、ダレイオス1世がバビロンの反乱を鎮圧した際にその他の門もろとも取り壊された。
オロシウスの『歴史』第一巻
紀元前2053年（ローマ建国紀元前1300年）バクトリアの街を攻撃中に矢が元でニヌス王が死ぬと、彼の妻であったセミラミスが後を継ぎ、退位するまで息子と共に40年の間、人々の血を使って残酷に国を支配した。彼女は女性という枠組みに囚われず、夫から継承した戦士でエチオピアと戦争して領土に加えた。また、インドと戦争をもたらしたが、それは彼女以外ではアレキサンダー大王でさえもなし得なかった。その頃は、現在よりも残酷で、平和に暮らす人々を殺すことを求め、戦禍が身近にあった。彼女の激しい色欲と残虐さにより、絶え間ない淫靡と殺人が続き、ついに息子との間の近親相姦が周囲に露見した。そこで彼女は、誰もが親と子の間であっても自由に結婚できるように法令を出した。
ルキアノスのエッセイ『シリア女神について』
シリアには「神聖な都市(ヒエラポリス)」（マンビジ）と呼ばれる都市があり、ルキアノスはその寺院や風習について現地の司祭達から聞き知ったことを書き残している。それよると、その地の寺院の創設者は諸説あるがセミラミスとする場合、それは彼女の母親デルケトーに捧げられた建物だという。また、フェニキアにおけるデルケトーは太股から下が魚だが、ヒエラポリスの肖像画では普通の女性として描かれていた。現地ではデルケトーが半分魚であり、セミラミスも下半身が鳩の形態をしていることから、魚と鳩は神聖な生き物として崇められ食用にされないという。寺院の中のゼウスとヘラ像の間には詳細不明な像があり、ある人は金の鳩を戴冠しているためセミラミスの像だと主張している。また、寺院にはギリシャの様々な像が立ち並ぶ中で、左側に右手で寺院を指しているセミラミスの像がある。これには由来があり「あるとき女王がシリア人に自身を神と崇め、ヘラであろうと例外なく信仰してはならない法令を出した。しかし、病気と不幸によって改心して自身を単なる死人と宣言し、女神への信仰に立ち戻るよう人民に命じた。」といった経緯からそうした姿勢をしているのだという。
ウァレリウス・マクシムスの『著名言行録（Facta et dicta memorabilia）』
1世紀前半のローマの歴史家ウァレリウス・マクシムスの著書にはバビロニア鎮圧の逸話が残る。セミラミスが髪の手入れをしている最中にバビロニアで反乱の報が入ると、彼女は髪の半分を結わずにすぐさま街を包囲した。そして鎮圧が終わるまで髪を纏めることはなかった。このためバビロニアにあるセミラミスの彫像の髪は半分だけ結わえられた状態のもので、いかに復讐を急いだかを示している。同様の逸話はジョヴァンニ・ボッカッチョの『名婦伝（De mulieribus claris）』や『神曲註解』に取り上げられている。

## アルメニアの伝承

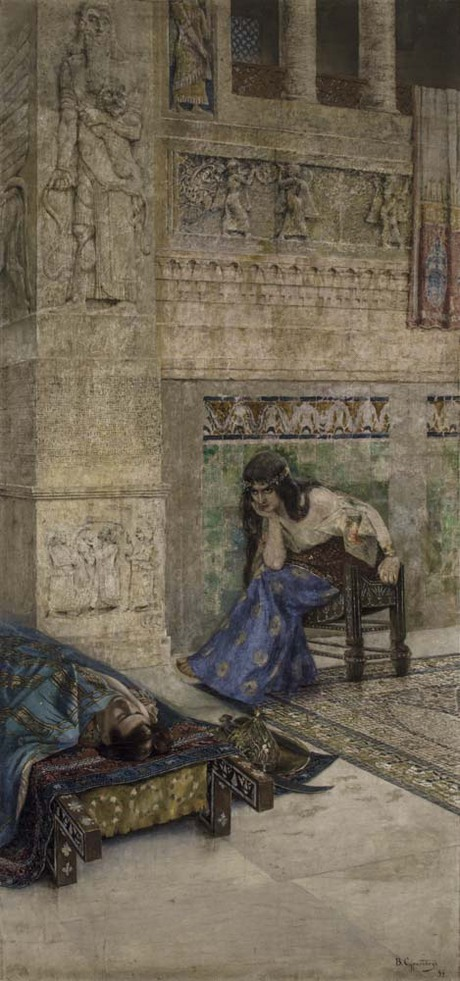
Vardkes Sureniants (1860 - 1921)作 美麗王アラの死体を見つめるセミラミス（:fr:Sémiramis devant le cadavre d'Ara le Beau）

黒魔術に長けたアッシリアの女王セミラミスは、アルメニアの美麗王アラに惚れこみ、求婚するが拒否され、アララト地方に侵略して戦争をけしかけた。しかし戦いでアラは戦死し、悲しみに暮れた彼女は王の遺体にまじないを掛け、復活するよう神に祈りを捧げた。後にアルメニアの民衆がセミラミスの暴虐に反旗を翻そうとすると、彼女はアラが神の力によって蘇り、セミラミスの一愛人となったという嘘を触れ回ったという。
この民話には様々な変形が存在するが、いずれもアラは復活しないというものとなっている。なおアルメニア人男性に多いアラムという名は、この美麗王アラに由来するものである。

## セミラミスを題材とした作品

### オペラ
1648年に発表されたオペラ『インドのセミラーミデ』を皮切りに、1910年までに65以上のオペラが作られている。中でも著名なものがジョアキーノ・ロッシーニ作曲の『セミラーミデ』（1823年初演）である。
あらすじ
バビロニアの女王セミラーミデはかつてアッスールと共謀して夫である前王ニーノを毒殺し、15 年経ったいま新たな王を指名する時を迎えていた。若い武将アルサーチェをひそかに愛する女王は、人々の前で彼を「王にして自分の夫となるべき者」と指名する。アッスールはアルサーチェへの復讐を企てるが、アルサーチェは自分がセミラーミデと前王ニーノの息子ニーニャであると祭祀長オローエに教えられる。やがてセミラーミデもその事実を知って絶望し、自分を殺して父の仇を討つようアルサーチェに求める。アルサーチェは母と和解してアッスールへの復讐に赴くが、暗い地下墓所で彼の剣に倒れたのはセミラーミデだった。アッスールは逮捕され、母を手にかけたアルサーチェは自分の運命を呪うが、すべては神意の成就とする民衆から新たな王に迎えられる。(『ロッシーニ協会演奏会 歌劇《セミラーミデ》抜粋』から引用)

### 映画
邦題『風雲のバビロン』1954年にイタリアで公開された。原題『Semiramis Esclave et Reine』。英語題名「Queen of Babylon」。セミラミス役はロンダ・フレミング。
あらすじ
アッシリアの森に住む娘セミラミスはバビロン王アシュールの兵士に追われる若い酋長アマールを救い洞穴の中にかくまい、二人は愛し合った。セミラミスは匿った罪でバビロンに連行されたが王に見初められ後宮に入る。その後、王宮に忍んで来たアマールとの再会を喜び、後日改めて会う日時と場所を定めた。しかし、当日は王に侍らなければならず、違約の旨を王の愛妾リジアに託したためアマールは虜囚の身となってしまう。王から正式な王妃へと求められると囚人の開放を望んだが、王はアマールに鰐との決闘で勝てばという条件で許した。死闘の末、アマールは勝利したが彼は寺院建立の労役に送られてしまった。セミラミスは密かにアマールに会い変わらぬ愛を告げたが、バビロンに戻ると王が暗殺されており、その罪を着せられてしまう。改心したリジアの報によりセミラミスの危機を知ったアマールは囚人を率いて火刑から救い、王宮の奸臣らも滅ぼしてバビロンに平和が戻った。

### その他
- 『バビロンでの反乱の知らせを受け取ったセミラミス』（Semiramis erhält die Nachricht vom Babylonischen Aufstand）(1756年) - アントン・ラファエル・メングス作の絵画
- 『バビロンを建設するセミラミス』 (1861年) - エドガー・ドガ作の絵画。オルセー美術館所蔵
- 『軍隊を召集するセミラミス』(Semiramis Called to Arms) (1645年) - イタリアの画家グエルチーノによる1645年の作
- 『セミラミス』のための音楽(1778年) - モーツァルト作の舞台作品。ただし紛失したか作曲されなかった
- カンタータ『セミラミス』(1902年) - モーリス・ラヴェル作の紛失した楽曲
- 『空気の娘、あるいはセミラミスの上昇（Die Tochter der Luft, oder: Die Erhöhung der Semiramis）』 - サルヴァトーレ・ヴィガーノ作
- 『セミラミス』(1933年-1934年) - アルテュール・オネゲル作のバレエ音楽
- 『セミラミスのモチーフによる華麗なるロンド(Rondo brillant sur un motif de Sémiramis)』 - アメデ・メロー作のピアノ楽曲
- 『セミラミス』 (1748年) - ヴォルテール作の悲劇。オペラ『セミラーミデ』の元となった
- 『神曲』 - ダンテを代表する叙事詩。地獄篇・第二圏 愛欲者の地獄に登場する
- 『じゃじゃ馬ならし』 - ウィリアム・シェイクスピア作。序幕・第二場に登場する領主が「セミラミス女王の快楽の床よりも上等の床を用意しています」とわずかに言及する。また『タイタス・アンドロニカス』では、登場人物が女王タモーラを「セミラミス」と形容するなど妖婦の代名詞のように用いている。

## セミラミスに由来する名称など
- 小惑星の名称 - アステロイドベルトの小惑星の一つ。セミラミス (584 Semiramis)
- 火星の地形 - セミラミディス湖 (Semiramidis Lacus)
- 金星の地形 - シャミーラム円錐丘 (Shamiram Tholus)。セミラムス・コロナ (Semiramus Corona)
- フランス軍艦 - 蒸気スクリューフリゲート・セミラミス(Sémiramis)。下関戦争に参加
- ゼノビア - パルミラ王国の女王。カルタゴのディードー、セミラミス、クレオパトラ7世の後継者を自称
- マルグレーテ1世 - デンマーク、ノルウェー、北欧連合王国の実質の支配者。「北欧のセミラミス」と呼ばれた
- エカチェリーナ2世 - ロシア帝国の皇后、大帝。ヴォルテールから「ロシアのセミラミス」と呼ばれた